# Franziska Danzi
Pour les articles homonymes, voir Danzi et Lebrun.
Franziska Dorothea Lebrun, francisé en Francesca Dorothée Danzi, née Danzi le 24 mars 1756 à Mannheim, morte le 14 mai 1791 à Berlin, est une soprano et compositrice de musique allemande.
D’origine italienne, son père, était le violoncelliste Innocenz Danzi et son jeune frère le compositeur et violoncelliste Franz Danzi.
Elle était réputée pour sa virtuosité et très recherchée par les contemporains les plus renommés, tels que Schweitzer, Holzbauer, et Salieri pour les rôles principaux dans leurs œuvres les plus difficiles.
Son talent n’était pas limité au chant et s’étendait également à la composition et au clavier ; douze sonates pour pianoforte et violon de sa main nous sont parvenues, dont six ont été enregistrées.

## Biographie

### Famille
Francesca était l’aînée d’une famille de musiciens talentueux. Sa mère, Barbara Toeschi, danseuse, et son père, Innocenz Danzi, un violoncelliste italien, comptaient parmi les meilleurs musiciens de la cour de l’électeur du Palatinat à Mannheim à la fin des années 1750. Ses frères, Franz Ignaz et Johann Baptist étaient respectivement violoncelliste et violoniste et tous deux compositeurs à succès.
Francesca donna naissance à Sophie Lebrun en juin 1781 à Londres, puis  à sa petite sœur Rosine Lebrun en 1783 à Munich. La première devait devenir une  pianiste célèbre, tandis que
la seconde fut chanteuse d'opéra et  comédienne.

### Carrière

#### Débuts prometteurs
Il semble y avoir un débat pour savoir si elle s’est d’abord produite dans L’Amore artigiano de Gassmann en mai 1772 ou dans La Contadina in Corte de Sacchini, le rôle qui lui vaudra le titre de virtuosa da camera. Elle est restée à l’opéra de la cour de Mannheim pendant quatre ans et fut refusée dans les premiers rôles : Parthenia, dans Alceste d’Anton Schweitzer (en 1775, à Schwetzingen) et Anna dans l'opéra Günther von Schwarzburg d'Ignaz Holzbauer (en 1777), un rôle composé spécifiquement pour son type de voix. À vingt-et-un ans, elle se rendit à Londres pour chanter une série de quatre opéras de Johann Christian Bach et d’Antonio Sacchini.

### Soprano sensationnelle
À l’été 1778, Franziska épousa le compositeur et hautboïste virtuose Ludwig August Lebrun, également de Mannheim. Désormais connue sous le nom de Signora Lebrun, elle partit, cet été-là, en tournée en Italie avec son époux. À l’ouverture de la Scala de Milan le 3 août 1778, Francesca Lebrun eut le principal rôle féminin pour l’opéra Europa Riconosciuta d’Antonio Salieri.
Elle fit sensation à Paris au Concert Spirituel en 1779 avec son aptitude à intégrer des mots italiens aux parties instrumentales de symphonies concertantes et à les chanter. Le couple vécut à Londres à partir de 1779 à 1781, lorsque Franziska se produisit au King's Theater. En 1780, le célèbre artiste anglais Thomas Gainsborough peint son portrait.
Ses compositions pour pianoforte et violon ont été publiées en 1780. Schubart nota qu’elle pouvait chanter un la, trois octaves au-dessus du do central avec « clarté et de distinction ». Charles Burney écrivit qu’au  moment où son mari effectuait des  divisions de tierces et sixtes, il était impossible de découvrir qui était la plus haute intervalle. Célèbre soprano, elle chanta sur les grandes scènes de l’opéra et de concertos à travers l’Europe, y compris l’Angleterre, l’Allemagne et l’Italie où elle eut énormément de succès.
Franziska fut une compositrice de musique respectée par ses sonates pour violon et piano. On pense aussi que ce fut une excellente pianiste comme en témoigne son écriture pour cet instrument.
À la suite de la perte brutale de son mari, sa propre santé se détériora rapidement. Franziska ne se produisit plus qu’à deux occasions, avant de suivre son mari au tombeau l’année suivante.

## Discographie
- Franziska LeBrun, six sonates pour pianoforte et violon, op. 1, premier enregistrement mondial intégral de l'opus 1. Jouées par Monica Jakuc, pianoforte et  Dana Maiben, violon ;
- Le disque Compositrices dans les cours européennes contient la sonate no 2 en mi bémol majeur des six sonates pour piano et violon opus 1 de Francesca Lebrun. Musiciens : Jaroslav Sveceny (violon), Fine Zimmermann (clavecin).

### Sources
- (en) Cet article est partiellement ou en totalité issu de l’article de Wikipédia en anglais intitulé « Francesca Lebrun » (voir la liste des auteurs).
- (en) Biography of Francesca Lebrun